# エマニュエル・ミニョー
エマニュエル・ミニョー（Emmanuel Mignot、1959年12月11日 - ）は、フランス出身の医学者。スタンフォード大学教授。

## 来歴
パリ生まれ。高等師範学校卒業。パリ第5大学パリ・デカルトからMDを取得し、1986年にはパリ第6大学ピエール・エ・マリー・キュリーから薬理学のPh.D.を取得した。フランスで神経内科医として数年間臨床業務に従事した後に渡米し、スタンフォード大学睡眠センターで博士研究員となった後、1993年に助教授、2001年に教授に就任し、また2002年から2009年までハワード・ヒューズ医学研究所に所属した。2004年アルデン・スペンサー賞、2023年生命科学ブレイクスルー賞、クラリベイト引用栄誉賞受賞。
1999年、ナルコレプシーが多発する犬の家系を発見し、遺伝子を解析した結果、オレキシン受容体2型遺伝子が変異して正常に働かなるとナルコレプシーを発症することを発見した。

## 参照
- Emmanuel Mignot, MD, PhD Stanford Medicine
- Emmanuel Mignot, MD, PhD HHMI